# Parlamentswahl in Ghana 2004
Die Parlamentswahlen in Ghana 2004 wurden am 7. Dezember unter fairen Bedingungen abgehalten. Gleichzeitig fanden die Präsidentschaftswahlen statt. Parlamentswahlen finden in Ghana in einem Vier-Jahres-Rhythmus statt. Für die Wahl waren 10.354.970 Wähler registriert.
| Parteien und Koalitionen                                                                                             | Stimmen   | %     | Sitze |
| --- | --------- | ----- | ----- |
| New Patriotic Party                                                                                                  | 4.524.074 | 52,45 | 128   |
| National Democratic Congress                                                                                         | 3.850.368 | 44,64 | 94    |
| Große Koalition - People’s National Convention - Great Consolidated Popular Party - Every Ghanaian Living Everywhere | 165.375   | 1,92  | 4     |
| Convention People’s Party                                                                                            | 85.968    | 1,00  | 3     |
| Unabhängige | 48.216    | 0,57  | 1     |
| Total | 8,813.908 |       | 230   |
| Quelle: allafrica.com                                                                                                |           |       |       |

## Zusammensetzung des Parlaments nach Regionen
Aufgeschlüsselt nach Regionen ergibt sich folgendes Bild aus den Wahlergebnissen:
| Region         | NPP | NDC | PNC | CPP | Unabh. | Total |
| -------------- | --- | --- | --- | --- | ------ | ----- |
| Ashanti Region | 36  | 03  | -   | -   | -      | 39    |
| Brong Ahafo    | 14  | 10  | -   | -   | -      | 24    |
| Central Region | 16  | 02  | -   | 01  | -      | 19    |
| Eastern Region | 22  | 06  | -   | -   | -      | 28    |
| Greater Accra  | 16  | 11  | -   | -   | -      | 27    |
| Northern       | 08  | 17  | -   | -   | 01     | 26    |
| Upper East     | 02  | 09  | 02  | -   | -      | 13    |
| Upper West     | 01  | 07  | 02  | -   | -      | 10    |
| Volta          | 01  | 21  | -   | -   | -      | 22    |
| Western        | 12  | 08  | -   | 02  | -      | 22    |
| Total          | 128 | 94  | 04  | 03  | 01     | 230   |